# 943-й штурмовой авиационный полк
943-й штурмовой авиационный Нарвский Краснознаменный ордена Кутузова полк — авиационная воинская часть ВВС РККА штурмовой авиации в Великой Отечественной войне.

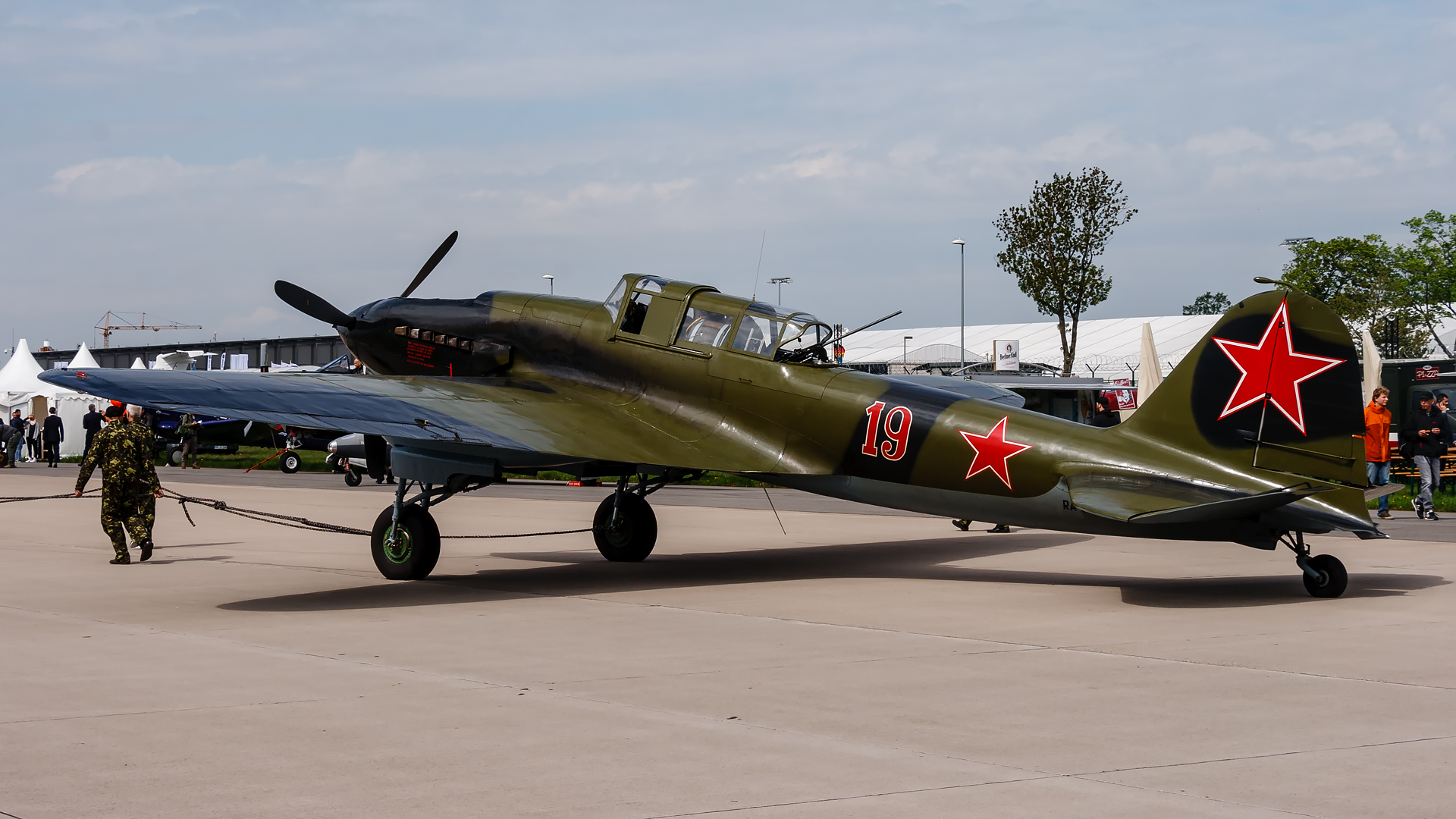
Конструкторы называли разработанный ими штурмовик Ил-2 «летающим танком», пилоты-истребители люфтваффе прозвали его «бетонным самолётом» (нем. Betonflugzeug), солдаты вермахта называли его «чумой» (нем. Schwarzer Tod, дословно: «чёрная смерть»).

## Наименование полка
В различные годы своего существования полк имел наименования:
- 943-й штурмовой авиационный полк[1];
- 943-й штурмовой авиационный Нарвский полк[1];
- 943-й штурмовой авиационный Нарвский Краснознамённый полк[1];
- 943-й штурмовой авиационный Нарвский Краснознамённый ордена Кутузова полк[1].

## История и боевой путь полка
Полк начал формироваться в июле 1942 года в составе 1-й запасной авиационной бригады ВВС Приволжского военного округа. С начала августа полк, закончив формирование, прибыл на фронт в состав 3-й резервной авиационной бригады Ставки ВГК. В составе бригады полк продолжал обучение летного состава в боевых условиях с 13 августа 1942 года.
С 29 августа полк перебазировался в состав ВВС Ленинградского фронта. После формирования 277-й штурмовой авиадивизии 25 ноября 1942 года полк вошел в её состав и продолжил боевую работу на Ленинградском фронте. В составе дивизии полк участвовал в оборонительных боях за Ленинград, при прорыве блокады в 1943 году (Операция «Искра»), в Ленинградско-Новгородской наступательной операции и освобождении Прибалтики. В октябре полк вместе с дивизией был передан в состав 1-й воздушной армии, поддерживающей войска 3-го Белорусского фронта в Восточно-Прусской наступательной операции. День победы полк закончил на аэродроме Йесау в Восточной Пруссии.
За весь боевой путь в войне полк выполнил 4942 боевых вылета с налетом 4526 часов 08 минут. Проведено 16 штурмовых ударов по аэродромам противника и 31 воздушный бой. Свои потери составили: самолёты — 121, летчики — 86.
В составе действующей армии полк находился с 13 по 28 августа 1942 года и с 27 сентября 1942 года по 9 мая 1945 года.
После войны полк входил в состав 277-й штурмовой авиадивизии 1-й воздушной армии Барановичского военного округа до 9 июля 1945 года и базировался на аэродроме Йесау. С 9 июля 1945 года полк вместе с дивизией вошли в состав 13-й воздушной армии Ленинградского военного округа и перебазировался на аэродром Раквере (Эстонская ССР). В апреле 1946 года полк расформирован в составе дивизии.

## Командиры полка
- майор	Камбулатов Георгий Маркович,
- майор	Челомбиев Даниил Андреевич,
- майор Паршин Георгий Михайлович,

## В составе соединений и объединений
| Дата          | Фронт (округ)                                   | Армия                            | Дивизия                             | Примечания |
| ------------- | ----------------------------------------------- | -------------------------------- | ----------------------------------- | ---------- |
| 27.08.1942 г. | Приволжский военный округ                       | ВВС Приволжского военного округа | 1-я запасная авиационная бригада    |            |
| 10.11.1942 г. | Ленинградский фронт                             | 13-я воздушная армия             | 277-я штурмовая авиационная дивизия |            |
| 15.10.1944 г. | 3-й Белорусский фронт                           | 1-я воздушная армия              | 277-я штурмовая авиационная дивизия |            |
| 09.05.1945 г. | 3-й Белорусский фронт                           | 1-я воздушная армия              | 277-я штурмовая авиационная дивизия |            |
| 10.06.1945 г. | Группа советских оккупационных войск в Германии | 1-я воздушная армия              | 277-я штурмовая авиационная дивизия |            |
| 09.07.1945 г. | Ленинградский военный округ                     | 13-я воздушная армия             | 277-я штурмовая авиационная дивизия |            |
| 01.04.1946 г. | Ленинградский военный округ                     | 13-я воздушная армия             | 277-я штурмовая авиационная дивизия |            |

## Участие в операциях и битвах
- Битва за Ленинград:
  - Прорыв блокады Ленинграда — с 12 января 1943 года по 30 января 1943 года.
  - Мгинская операция — с 22 июля 1943 года по 22 августа 1943 года.
  - Новгородско-Лужская операция — с 14 января 1944 года по 15 февраля 1944 года.
  - Ленинградско-Новгородская операция — с 14 января 1944 года по 1 марта 1944 года.
  - Красносельско-Ропшинская операция — с 14 января 1944 года по 30 января 1944 года.
- Выборгско-Петрозаводская операция:
  - Выборгская операция — с 10 июня 1944 года по 20 июня 1944 года.
  - Свирско-Петрозаводская операция — с 21 июня 1944 года по 22 июня 1944 года.
- Нарвская операция — с 24 июля 1944 года по 30 июля 1944 года.
- Прибалтийская операция — с 14 сентября 1944 года по 24 ноября 1944 года.
  - Мемельская операция — с 5 октября 1944 года по 22 октября 1944 года.
- Восточно-Прусская операция — с 13 января 1945 года по 25 апреля 1945 года.
  - Инстербургско-Кёнигсбергская операция — с 13 января 1945 года по 27 января 1945 года.
  - Кенигсбергская операция — с 6 апреля 1945 года по 9 апреля 1945 года.
  - Земландская операция — с 13 апреля 1945 года по 25 апреля 1945 года.

## Награды
- 943-й штурмовой авиационный полк за образцовое выполнение заданий командования в боях с немецкими захватчиками и проявленные при этом доблесть и мужество Указом Президиума Верховного Совета СССР от 22 марта 1944 года награждён орденом Красного Знамени[6].
- 943-й штурмовой авиационный Нарвский Краснознамённый полк за образцовое выполнение заданий командования в боях, за прорыв обороны немцев в Восточной Пруссии и проявленные при этом доблесть и мужество Указом Президиума Верховного Совета СССР от 19 февраля 1945 года награждён орденом Кутузова III степени[7].

## Почетные наименования
- 943-му штурмовому авиационному полку за отличие в боях при овладели штурмом городом и крепостью Нарва — важным укрепленным районом обороны немцев, прикрывающим пути в Эстонию, Приказ НКО на основании Приказа ВГК № 149 от 26 июля 1944 года присвоено почётное наименование «Нарвский»[8].

## Благодарности Верховного Главнокомандующего
Воинам полка в составе 277-й штурмовой дивизии объявлены благодарности Верховного Главнокомандующего:
- За отличия в боях при прорыве обороны противника на Карельском перешейке севернее города Ленинград и овладение городом и крупной железнодорожной станцией Териоки, важным опорным пунктом обороны противника Яппиля и занятии свыше 80 других населенных пунктов[9].
- За прорыв линии Маннергейма, преодоление сопротивления противника на внешнем и внутреннем обводах Выборгского укрепленного района и овладение штурмом городом и крепостью Выборг[10].
- За отличие в боях при овладели штурмом городом и крепостью Нарва — важным укрепленным районом обороны немцев, прикрывающим пути в Эстонию[8].
- За отличие в боях при прорыве сильно укрепленной обороны противника севернее города Тарту, освобождении более 1500 населенных пунктов[11].
- За отличие в боях при овладении столицей Эстонской ССР городом Таллин (Ревель) — важной военно-морской базой и крупным портом на Балтийском море[12].
- За отличие в боях при овладении городом Пярну (Пернов) — важным портом в Рижском заливе[13].
- За отличие в боях при овладении мощными опорными пунктами обороны противника — Ширвиндт, Наумиестис (Владиславов), Виллюнен, Вирбалис (Вержболово), Кибартай (Кибарты), Эйдткунен, Шталлупенен, Миллюнен, Вальтеркемен, Пиллюпенен, Виштынец, Мелькемен, Роминтен, Гросс Роминтен, Вижайны, Шитткемен, Пшеросьль, Гольдап, Филипув, Сувалки и занятиим около 900 других населенных пунктов, из которых более 400 населенных пунктов на территории Восточной Пруссии[14].
- За отличие в боях при овладении городами Восточной Пруссии Тильзит, Гросс-Скайсгиррен, Ауловенен, Жиллен и Каукемен — важными узлами коммуникаций и сильными опорными пунктами обороны немцев на кенигсбергском направлении[15].
- За отличие в боях при овладении городами в Восточной Пруссии городом Гумбиннен — важным узлом коммуникаций и сильным опорным пунктом обороны немцев на кенигсбергском направлении[16].
- За отличие в боях при овладении городом Инстербург — важным узлом коммуникаций и мощным укрепленным районом обороны немцев на путях к Кенигсбергу[17].
- За отличие в боях при овладении штурмомо городами Вормдит и Мельзак — важными узлами коммуникаций и сильными опорными пунктами обороны немцев[18].
- За отличие в боях при овладении городом Браунсберг — сильным опорным пунктом обороны немцев на побережье залива Фриш-Гаф[19].
- За отличие в боях при овладении городом Хайлигенбайль — последним опорным пунктом обороны немцев на побережье залива Фриш-Гаф, юго-западнее Кёнигсберга[20].
- За отличие в боях при разгроме и завершении ликвидации окруженной восточно-прусской группы немецких войск юго-западнее Кёнигсберга[21].
- За овладение крепостью и главным городом Восточной Пруссии Кёнигсберг — стратегически важным узлом обороны немцев на Балтийском море[22].
- За овладение последним опорным пунктом обороны немцев на Земландском полуострове городом и крепостью Пиллау — крупным портом и военно-морской базой немцев на Балтийском море[23].

## Отличившиеся воины

### Дважды Герои Советского Союза
- Паршин Георгий Михайлович, майор, командир 943-го штурмового авиационного полка 277-й штурмовой авиационной дивизии 1-й воздушной армии Указом Президиума Верховного Совета СССР от 19 апреля 1945 года удостоен звания дважды Герой Советского Союза. Золотая Звезда № 2/40.

### Герои Советского Союза
- Кизима Андрей Иванович, старший лейтенант, командир эскадрильи 943-го штурмового авиационного полка 277-й штурмовой авиационной дивизии 1-й воздушной армии Указом Президиума Верховного Совета СССР от 19 апреля 1945 года удостоен звания Герой Советского Союза. Золотая Звезда № 7266.
- Макеров Леонид Николаевич, капитан, помощник по Воздушно-Стрелковой Службе командира 943-го штурмового авиационного полка 277-й штурмовой авиационной дивизии 1-й воздушной армии Указом Президиума Верховного Совета СССР от 19 апреля 1945 года удостоен звания Герой Советского Союза. Золотая Звезда № 6119.
- Новиков Пётр Сергеевич, старший лейтенант, командир эскадрильи 943-го штурмового авиационного полка 277-й штурмовой авиационной дивизии 1-й воздушной армии Указом Президиума Верховного Совета СССР от 19 апреля 1945 года удостоен звания Герой Советского Союза. Золотая Звезда № 4721.
- Паршин Георгий Михайлович, капитан, командир эскадрильи 943-го штурмового авиационного полка 277-й штурмовой авиационной дивизии 13-й воздушной армии Указом Президиума Верховного Совета СССР от 19 августа 1944 года удостоен звания Герой Советского Союза. Золотая Звезда № 4345.

## Воины полка, совершившие огненный таран
Огненный таран совершили:
- 14 января 1943 года экипаж: заместитель командира эскадрильи 943-го штурмового авиационного полка старший лейтенант Пантелеев Иван Семёнович и стрелок-радист	старший сержант	Сологубов Пётр Семёнович. Награждены 15 января 1943 года орденами Отечественной войны I степени.
- 11 августа 1943 года экипаж: заместитель командира эскадрильи 943-го штурмового авиационного полка лейтенант Шиманский Владимир Александрович и стрелок-радист	сержант	Павлов Алексей Павлович. Не награждались.
- 22 августа 1943 года экипаж: лётчик 943-го штурмового авиационного полка младший лейтенант Самохин Леонид Семёнович и стрелок-радист старший сержант Соколов Арсений Григорьвич. Награждены 15 сентября 1943 года орденами Отечественной войны I степени.

## Базирование полка
| Период               | Место базирования                    |
| -------------------- | ------------------------------------ |
| 04.1945 — 01.07.1945 | Йесау (Нивенское), Восточная Пруссия |
| 01.07.1945 — 1946    | Раквере, Эстония                     |